# Spiritual Machines
Spiritual Machines è il quarto album discografico in studio del gruppo rock canadese Our Lady Peace, pubblicato nel 2000.

## Tracce
Testi e musiche di Raine Maida.
1. R.K. Intro – 0:06
2. Right Behind You (Mafia) – 3:14
3. R.K. 2029 – 0:15
4. In Repair – 3:58
5. Life – 4:23
6. Middle of Yesterday – 3:54
7. Are You Sad? – 5:08
8. R.K. 2029 (Part 2) – 0:12
9. Made to Heal – 3:47
10. R.K. 1949–97 – 0:44
11. Everyone's a Junkie – 3:38
12. R.K. on Death – 0:39
13. All My Friends – 3:37
14. If You Believe – 3:35
15. The Wonderful Future – 20:00

## Formazione
- Raine Maida - voce
- Duncan Coutts - basso
- Jeremy Taggart - batteria, percussioni
- Jamie Edwards - tastiere, chitarra elettrica
- Mike Turner - chitarre
- Matt Cameron - batteria (tracce 2 e 7)
- Ray Kurzweil - voce narrante (traccia 15)
- Tyler Lanni - voce (traccia 10)